# Jón Gerreksson

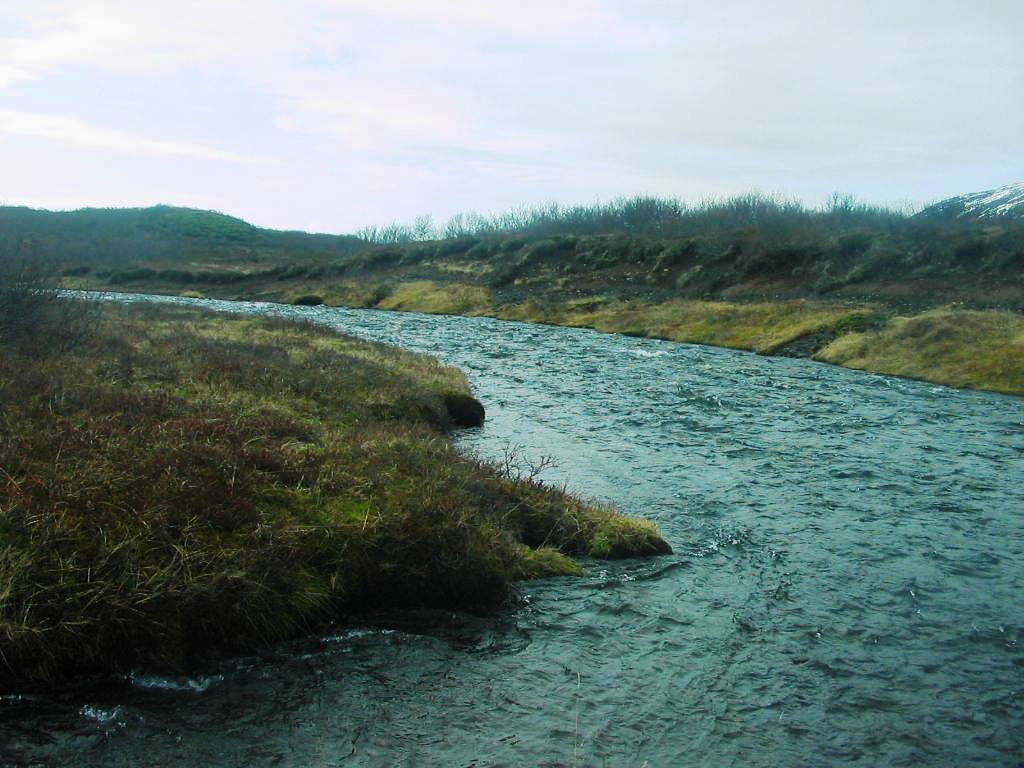
Der Oberlauf des Flusses Brúará unweit von Skálholt, in dem Bischof Jón Gerreksson ertränkt wurde

Jón Gerreksson (* 1378?; † 20. Juli 1433) war ein Bischof von Skálholt im Süden Islands. Er hatte das Amt ab 1426 inne.

## Anfänge seines Werdegangs
Seine genaue Abstammung ist unbekannt, doch war er offensichtlich aus guter Familie und hatte in Erich von Pommern einen einflussreichen Gönner gefunden, der bewirkte, dass Jón Gerreksson im Jahre 1408 Erzbischof von Uppsala in Schweden wurde.
Dort erwarb er sich vor allem wegen seines einem Kleriker kaum angemessenen Lebensganges einen eher zweifelhaften Ruf. Im Jahre 1422 erklärte ihn der Papst wegen zahlreicher Zölibatsverstöße ungeeignet für das Priesteramt.
Im Jahre 1426 nennen ihn jedoch Quellen als Mitglied der päpstlichen Garde, dem Vorläufer der heutigen Schweizergarde, in Rom.

## Bischof von Skálholt
Unter Papst Martin V. stieg er wieder in der Kirche auf und erhielt 1426 das Bistum von Skálholt zugesprochen, wofür er ziemlich viel Geld bezahlte. Vermutlich hatte auch wieder sein Gönner Erich von Pommern, der ja gleichzeitig König von Dänemark war, die Hand im Spiel. Dieser wollte möglicherweise in Island ein Gegengewicht gegen den beträchtlichen politischen und wirtschaftlichen Einfluss Englands im Lande schaffen, war es doch den Engländern gelungen, einen der ihren, Jón Vilhjálmsson Craxton zum Bischof von Hólar im Norden des Landes weihen zu lassen.

## Der Bischof in Island
Jón Gerreksson reiste erst im Jahre 1430 zum ersten Mal nach Island, nach einem Zwischenstopp in England. Dabei benutzte er sein eigenes Schiff und führte eine eigene Söldnertruppe mit sich.
Anfänglich nahm man den neuen Bischof freundlich auf. Jedoch erwarben sich seine Mannen in kürzester Zeit einen denkbar schlechten Ruf, der schnell auf den Bischof selbst abfärbte.
Die Auseinandersetzungen endeten zunächst damit, dass auf dem Alþing 1431 beschlossen wurde, die Söldner des Bischofs des Landes zu verweisen. Der Bischof tat jedoch nichts dergleichen.
1432 kam es anzunehmender Weise zu einigen Zusammenstößen mit den Engländern, die sich ihre Geschäfte nicht verderben lassen wollten, was den Leuten von Gerreksson allerdings meist auch nicht gelang.

## Der Bischofsmord
Der genaue Vorlauf der Ereignisse ist aus den historischen Quellen nicht rekonstruierbar, jedoch wird berichtet, dass das große Interesse des Anführers der Söldnertruppe für eine gewisse Margrét Vigfúsdóttir in Zusammenhang damit stand. Die Frau wies den Söldnerführer ab. Daraufhin sei er mit seinen Mannen zum Hof ihres Bruders geritten, wo sie lebte, in der Absicht den Hof Kirkjuból mit allen Bewohnern niederzubrennen. Bezeichnenderweise war ihr Bruder Ívar auf der Parlamentssitzung besonders für die Verbannung der Söldner eingetreten. Ívar starb bei den Auseinandersetzungen, Margrét jedoch floh in den Eyjafjörður, wo sie angeblich einen Schwur tat, denjenigen zu heiraten, der den Tod ihres Bruders rächen würde.
Die bedeutendsten Gegner des Bischofs waren zu der Zeit Teitur ríki Gunnlaugsson von Bjarnanes im Hornafjörður und Þorvarður Loftsson von Möðruvellir. Der Bischof ließ beide kurzerhand festnehmen, nach Skálholt bringen und dort Zwangsarbeit für sich leisten. Þorvarður entkam im Herbst 1432 der Gefangenschaft, Teitur jedoch erst im darauffolgenden Frühjahr.
Þorvarður, Teitur und Árni Einarsson Dalskeggur sammelten eine Mannschaft zusammen und erschienen am 20. Juli 1433 in Skálholt. Dort töteten sie alle Söldner, derer sie habhaft werden konnten, zogen schließlich den Bischof selbst aus der Kirche, steckten ihn in einen Sack und ertränkten ihn im nahen Fluss Brúará. Das geschah auf diese Weise, damit niemand behaupten konnte, sie hätten des Bischofs Blut vergossen. Soweit bekannt wurde die Untat auch nicht bestraft. Þorvarður und Margrét heirateten 1436, wohnten in Möðruvellir und galten in Island als reichstes Ehepaar ihrer Zeit.

## Historische Bewertung
Der Historiker Björn Þorsteinsson hat die These verfochten, es handele sich bei dem Mord um einen politischen Anschlag der Engländer. Der Historiker sah auch eine Verbindung mit Jón Craxton, dem Bischof von Hólar, dessen eifrigster Anhänger Loftor Guttormsson war, der Vater von Þorvarður.
Soviel ist jedenfalls sicher, dass der Amtsbruder von Jón Gerreksson in Hólar keinen Finger rührte, um die Tat ahnden zu lassen.